# Always Outnumbered, Never Outgunned
Always Outnumbered, Never Outgunned (zu deutsch etwa: „Immer in Unterzahl, niemals geschlagen“) ist das vierte Studioalbum der englischen Big-Beat-Band The Prodigy. Es erschien in Japan am 11. August 2004, in Großbritannien am 23. August 2004 auf dem Label XL Recordings und am 15. September 2004 auf Mute Records/Maverick Records in den USA.
Von den drei Mitgliedern der Band ist lediglich Liam Howlett musikalisch auf dem Album präsent. Es stieg in Großbritannien auf Platz 1 der Albumcharts, blieb dort jedoch nicht lange platziert und erzielte keine größeren Hits.

## Titelliste

### Originalalbum
Das Originalalbum wurde am 23. August 2004 erstmals veröffentlicht.
1. Spitfire – 5:07
2. Girls – 4:06
3. Memphis Bells – 4:28
4. Get Up Get Off – 4:19
5. Hotride – 4:35
6. Wake Up Call – 4:55
7. Action Radar – 5:32
8. Medusa’s Path – 6:08
9. Phoenix – 4:38
10. You’ll Be Under My Wheels – 3:56
11. The Way It Is – 5:45
12. Shoot Down – 4:28

### Japan und USA Ausgabe
Die japanische sowie die US-amerikanische Ausgabe (Label Maverick) enthalten jeweils einen zusätzlichen Bonus-Track. Die amerikanische Ausgabe enthält darüber hinaus auch noch das Musikvideo von Girls als Daten-Track.
| Nr. | Titel      | Länge |
| --- | ---------- | ----- |
| 13. | More Girls | 04:54 |

### Koreanische Bonus-Edition
Diese koreanische Version wurde im Juni 2005 veröffentlicht und wird in einer Pappschachtel zusammen mit einer zusätzlichen CD mit der Bezeichnung „Bonus Disc“ geliefert. Neben den vier Songs enthält die koreanische Bonus Disc auch noch die beiden Musikvideos von Girls und Hotride als Daten-Tracks.
| Nr. | Titel                                           | Länge |
| --- | ----------------------------------------------- | ----- |
| 1.  | More Girls                                      | 04:28 |
| 2.  | Who U Foolin                                    | 03:40 |
| 3.  | Hotride (El Batori Mix)                         | 04:43 |
| 4.  | Spitfire (Future Funk Squad’s ‘Dogfight’ Remix) | 07:25 |

## Trivia
- Das Lied Memphis Bells war 2009 in einer Werbung für die Sendung GameOne auf dem Sender MTV Deutschland zu hören.
- Das Lied You’ll Be Under My Wheels ist im Soundtrack von Need for Speed: Most Wanted zu hören.
- Das Lied Phoenix ist ein Cover des Songs Love Buzz von Shocking Blue. Besser bekannt ist allerdings die Version des Songs von Nirvana von ihrem Debütalbum Bleach.

## Produktion
- Liam Howlett: Produzent, Programmierung, Keyboard
- Neil Maclellan: Toningenieur, zusätzliche Programmierung
- Damian Taylor: Pro Tools
- Vorproduktion: Mews Recording Studios
- Abmischung: Neil Maclellan und Liam Howlett in den Whitfield Street Studios
- Mastering: Moet Mastered und Emily Lazar in The Lodge, New York City